# Любовь издалека
«Любовь издалека» (фр. L'Amour de loin; вариант перевода — «Далёкая любовь») — первая опера Кайи Саариахо. Это опера в пяти действиях на либретто Амина Маалуфа, вдохновлённая произведениями трубадура Жофре Рюделя.
Впервые была исполнена 15 августа 2000 года во время Зальцбургского фестиваля Симфоническим оркестром SWR под управлением Кента Нагано.
Опера основана на коротком средневековом романе «Vida», в котором рассказывается история жизни трубадура, жившего в регионе Бордо во Франции, принца Жофре Рюделя из Блая. Сохранилось несколько песен Жофре Рюделя, и одна из них, «Lanquan li jorn son lonc», была включена в либретто оперы.
За это произведение Саариахо была удостоена премии Гравемайера 2003 года.
Премьера оперы в Финской национальной опере состоялась 16 сентября 2004 года.
Телекомпания записала спектакль той же осенью и исполнила его в конце года.

## Главные герои
- Жофре Рюдель, баритон
- Клеманс, сопрано
- Пилигрим, меццо-сопрано

## Видеозаписи
Опера поставлена в театре «Метрополитен-опера» в Нью-Йорке в 2016 году.
Главную партию исполняет Сюзанна Филлипс (принцесса Клеманс). В партии трубадура Жофре Рюделя — баритон Эрик Оуэнс, в партии Пилигрима — Тамара Мамфорд.